# Juan Franciso Sanjuán Rodrigo
Juan Franciso Sanjuán Rodrigo (Muro de Alcoy, 1976) is een eigentijds Spaans componist, muziekpedagoog, dirigent en trompettist.

## Levensloop
Sanjuán Rodrigo kreeg zijn eerste trompetlessen bij Alfonso Faus Segarra aan het Conservatorio “Juan Cantó” de Alcoy. Aansluitend studeerde hij aan het Conservatorio Profesional de Música de Ontinyent muziekopleiding en trompet bij Javier Lliso. Zijn studies vervolmaakte hij aan het Conservatorio Superior de Música "Salvador Seguí" de Castellón in Castellón de la Plana bij Vicente Campos.
Hij behaalde het diploma voor HaFa-directie aan de Escuela de Música Comarcal de la Vall de Albaida bij José Rafael Pascual Vilaplana. Hij behaalde ook een Certificado de Aptitud Pedagógica (C.A.P.) aan de Universidad Politécnica de Barcelona. Verder nom hij aan verschillende cursussen voor HaFa-directie met succes deel onder andere bij Jan Cober, José Rafael Pascual Vilaplana, Miguel Rodrigo Tamarit, Henrie Adams, Jesús López Cobos, Eugene Migliaro Corporan, Georg Sargashyan, Salvador Sebastiá López.
Als trompettist behaalde hij verschillende prijzen en onderscheidingen, zoals Premio de Honor Extraordinario Fin de Carrera van het Conservatorio Superior de Música de Castellón de la Plana, de Premio Euterpe de la Música por la Federación de Sociedades Musicales de la Comunidad Valenciana en de Primer Premio Europeo Ravel Granados. Ook als componist kreeg hij verschillende prijzen, onder andere de Premio en  Composición  tijdens de vierde concours van de stad Pego, een eervolle vermelding bij het tweede concours voor Dulzaina en Slagwerk van de gemeente Muro de Alcoy en een 2e prijs bij het vierde concours voor Dulzaina en Slagwerk van de gemeente Muro de Alcoy.
Als docent is hij werkzaam aan diverse conservatoria en muziekscholen in de regio Alicante en Valencia.
Als dirigent werkte hij van 2001 tot 2007 bij de Banda di Música Unión Musical de L'Orxa en van 2005 tot 2006 van de Banda Joven de la Agrupación Musical de Ontinyent.

## Composities

### Werken voor banda (harmonieorkest)
- A Santiago Vicent
- Als Verds
- Capitania Mestre, marcha cristiana
- Guerrers del Nord, marcha cristiana
- La Penya el Cuc
- Pirates Morcilles
- Sajoria, marcha mora